# Dirphia pastazana
Dirphia pastazana is een vlinder uit de onderfamilie Hemileucinae van de familie nachtpauwogen (Saturniidae).
De wetenschappelijke naam van de soort is voor het eerst geldig gepubliceerd door Ronald Brechlin, Frank Meister in 2011.

## Type
- holotype: "male, 1.II.2008. leg. local collector. Barcode: BC-FMP-1846"
- instituut: MWM, München, later ondergebracht in de ZSM, München, Duitsland
- typelocatie: "Ecuador, Pastaza Province, Santa Clara, 1000 m"